# Amazonía de Bolivia
La Amazonía de Bolivia o Amazonía boliviana, es una ecorregión ubicada en el norte y noreste de Bolivia dentro de la Cuenca del Amazonas. Presenta una de las más grandes regiones ecológicas del país, con aproximadamente 50 millones de hectáreas de bosque natural.
Entre el gran conjunto de tierras bajas del oriente boliviano, que comprende el Chaco, chiquitanía y pantanal; la Amazonía destaca por su gran biodiversidad y cobertura forestal, junto a su clima tropical húmedo que presenta precipitaciones todo el año, en contraste a los altos relieves del Altiplano dentro de la cordillera de los Andes que ocupan el occidente del país.

## Definición
La delimitación de esta región varía según las interpretaciones. En sentido amplio, comprende casi todo el departamento del Beni y todo el departamento de Pando, así como el norte de los departamentos de La Paz, Cochabamba y Santa Cruz, tiene una superficie de 280.120 km² equivalente al 25,5 % del territorio boliviano. En este sentido incluye vastas áreas que no están cubiertas de bosques sino de sabanas, en gran parte dedicadas a la ganadería, como los llanos de Moxos. Según una interpretación más estricta, el calificativo de amazónico sólo es aplicable al departamento de Pando, a la provincia de Vaca Díez en el departamento del Beni y a la provincia de Iturralde en el departamento de La Paz, en el territorio cubierto por la selva húmeda y cuya economía se basa casi íntegramente en la explotación de los recursos forestales (nueces de Brasil, troncos). Esta área también se considera a veces una subregión de la Amazonía boliviana llamada Amazonía del Norte.

## Historia

### Exploración boliviana
Tras la independencia de Bolivia, la región amazónica fue objeto de políticas públicas orientadas a su integración al territorio nacional. Gobiernos como el de José Ballivián (1841-1847) promovieron exploraciones en la Amazonía con el objetivo de establecer vías de comunicación hacia el océano Atlántico.

### Era del caucho
A fines del siglo XIX comenzó en la Amazonía la era denominada Fiebre del caucho, en la cual la explotación y comercialización de la goma (caucho) tuvo un auge, incluyendo la región amazónica boliviana. Si bien no hay un consenso sobre las fechas de la era del caucho, algunos historiadores consideran que en Bolivia inició en 1880, cuando se descubrió la conexión entre el río Beni y Mamoré por el explorador estadounidense Edwin Heath. Cabe señalar que el país ingresó al mercado de la goma con cierto rezago.

## Flora y fauna
La amazonía alberga al menos 427 especies de mamíferos, 1300 especies de aves, 378 especies de reptiles y más de 400 especies de anfibios, algunos de estos se encuentran en riesgo de extinción como el caso del bufeo y el jaguar.